# Estadi de Domicià

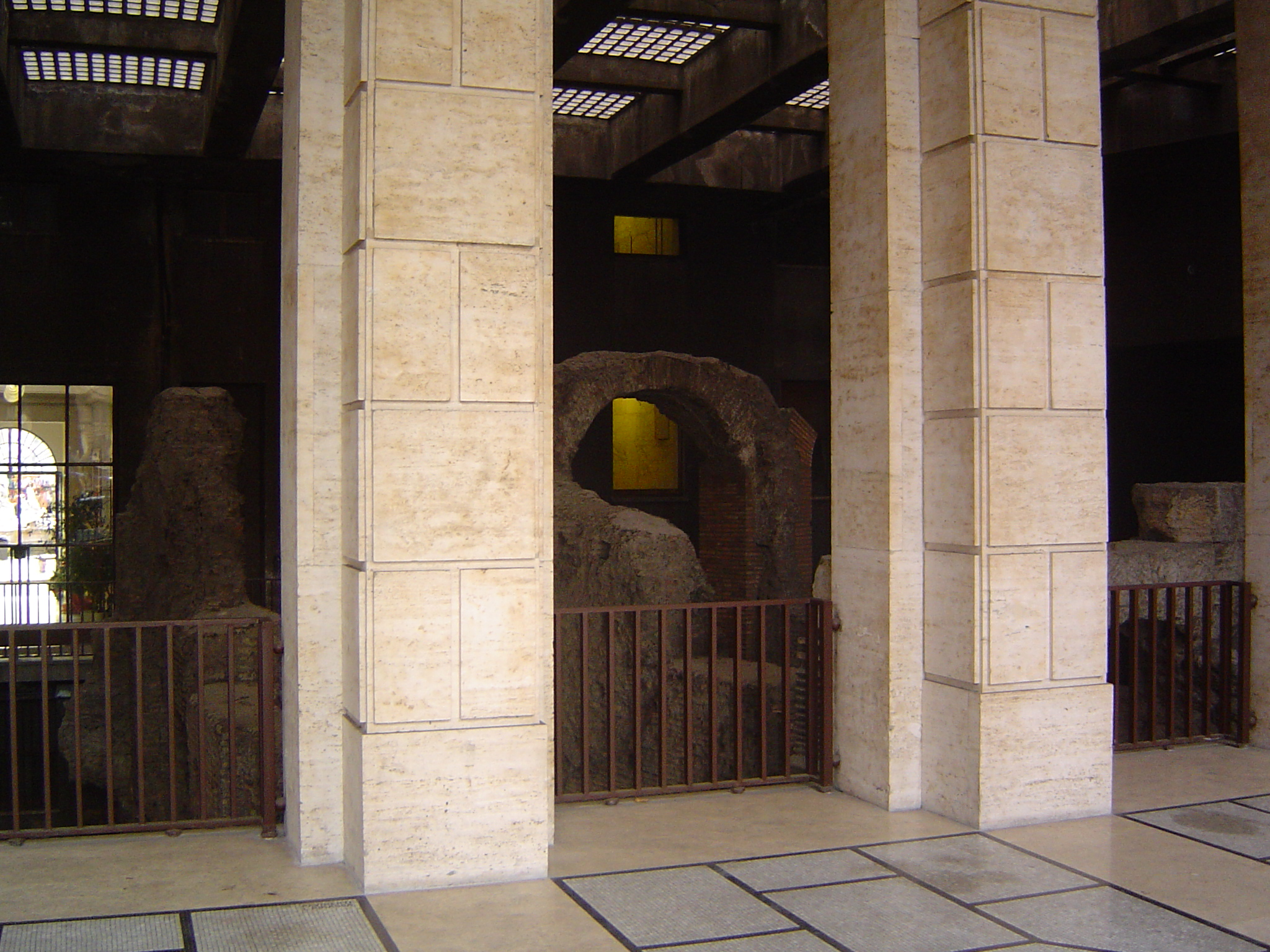
Vista dels arcs sota la Piazza Navona

L'Estadi de Domicià era un estadi per a competicions atlètiques a l'antiga Roma. Fou construït en el Camp de Mart per l'emperador Domicià, no tenia spina ni carceres (llocs per a la sortida de cavalls i carros) per a les curses. L'actual Plaça Navona ocupa l'emplaçament de l'estadi i ha conservat les seves dimensions i la seva forma.

## Història

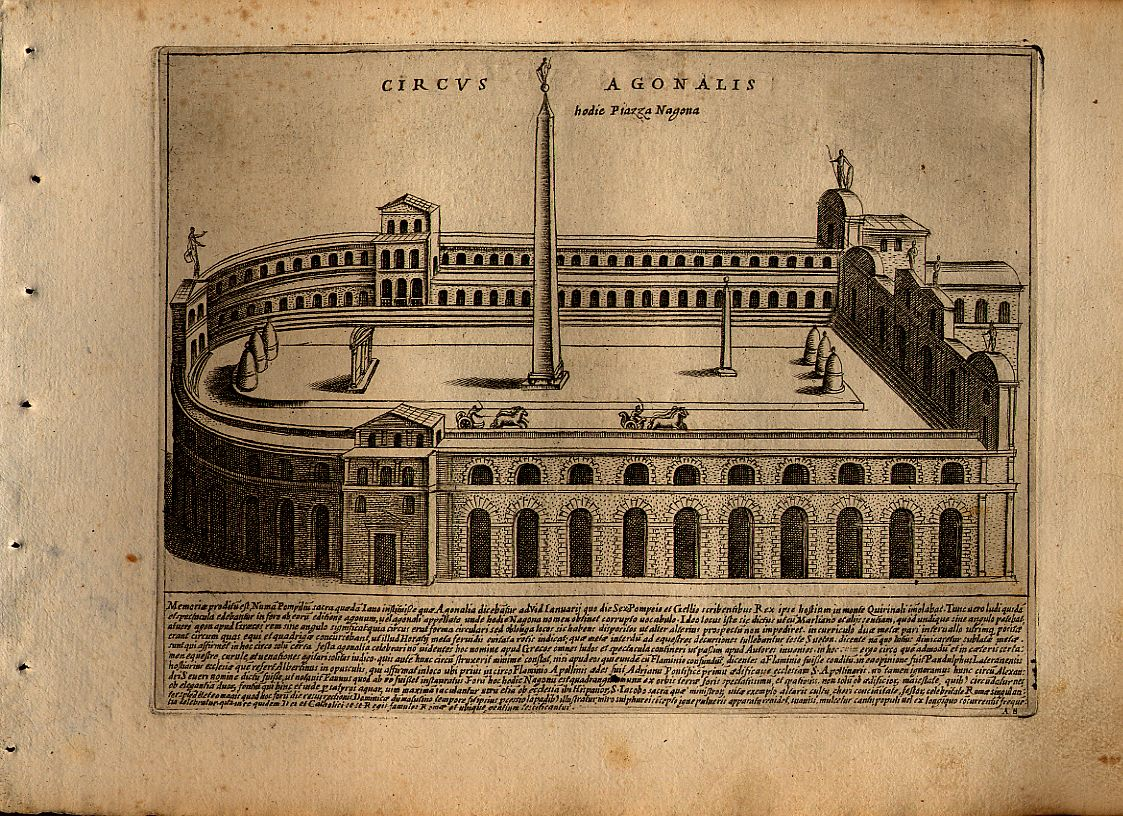
Estadi de Domicià.

L'emperador Domicià (81-96) va fer restaurar els edificis del Camp de Mart danyats pel gran incendi de l'any 80. A causa d'això, Cèsar i August van construir un estadi de fusta que va ser renovat per Neró i reconstruït amb pedra per Domicià l'any 86 dC.
El centre d'aquest estadi mesurava 276 metres de llarg i tenia una amplada de 54 metres. Les graderies, que tenien una capacitat per 20.000 persones, estaven sostingudes per un seguit d'arcs.
Al segle tercer, després d'un incendi del Colosseu, l'estadi va ser utilitzat temporalment com a amfiteatre. Prop de l'estadi, estava l'entrada. Domicià va construir un petit teatre per espectacles musicals i certàmens de poesia. Aquest teatre tenia una capacitat per uns 8.000 espectadors.
L'estadi de Domicià estava carregat de decoració arquitectònica, entre elles l'obelisc que es trobava anteriorment al Circ de Maxenci; tant va ser així que al segle V va ser considerat una de les set meravelles de la ciutat de Roma.

## Llegat
La Piazza Navona actual s'assenta sobre les arenes de l'interior de l'estadi. El conjunt dels edificis que abracen la plaça incorporen les arcades inferiors originals de l'Estadi. Entre aquests s'hi inclou la reconstrucció més recent de l'Església de Santa Agnese in Agone, fundada en primera instància al segle IX en el lloc on la tradició situa el martiri de Santa Inés.